# Мусаев, Рамзан Хаважиевич
Рамза́н Хава́жиевич Муса́ев (род. 1968, Грозный) — советский тяжелоатлет, чемпион и призёр чемпионатов СССР и России, обладатель Кубка России, призёр чемпионата Европы, победитель многих международных турниров, мастер спорта СССР международного класса.

## Биография
Начал заниматься спортом в 1981 году. Его первым тренером был Вячеслав Михайлович Адаменко. Впоследствии его стал тренировать Ибрагим Кодзоев. В 1984 году он выиграл чемпионат РСФСР среди юношей в категории до 60 кг и выполнил норму мастера спорта СССР.
В 1985 году окончил школу. В 1986 году на первенстве СССР среди юниоров в Первоуральске стал чемпионом.
В 1986 году был призван в армию. Проходил службу в Североморске. В 1987 году стал чемпионом Вооружённых Сил СССР и членом сборной команды ЦСКА.
В 1988 году в Харькове на чемпионате СССР стал серебряным призёром и выполнил норматив мастера спорта международного класса. Остался на сверхсрочную службу в армии. Служил до 1994 года, пока события в республике не вынудили его оставить службу.
В 1990 году в Ленинграде стал чемпионом. В 1991 году стал третьим призёром на Спартакиаде народов СССР. В 1992 году на чемпионате России в Санкт-Петербурге стал чемпионом. В 1993 году стал бронзовым призёром чемпионата Европы.
В 2001 году занял второе место на чемпионате России и стал обладателем Кубка России.

## Семья
Родители — Хаважи и Айшат Мусаевы. Отец — водитель автобуса. В семье было восемь братьев и четверо сестёр. Рамзан был четвёртым ребёнком. Его братья также занимались тяжёлой атлетикой.